# El pintallavis
El pintallavis (títol original: Lipstick) és un drama dirigit el 1976 per Lamont Johnson protagonitzat per les germanes Margaux i Mariel Hemingway. Ha estat doblada al català.

## Argument
Chris McCormick és una model que fa carrera a Los Angeles i que viu amb la seva germana petita Kathy en un gran pis. Malgrat el seu treball que la té molt ocupada, accepta trobar-se amb Gordon Stuart, el professor de música de la seva germana que voldria presentar-li algunes de les seves composicions. Decebuda per la manera com l'ha rebut (les seves converses són contínuament interrompudes per trucades telefòniques), decideix anar-se'n. Ell, després de l'haver-li pegat, la viola.
Chris decideix denunciar el seu agressor a la justícia. Malgrat l'excel·lent informe de Carla Botat, la fiscal general, Stuart és declarat innocent i alliberat. Més tard, aquest hi torna, amb Kathy, a qui viola en el subsol d'un gran centre comercial mig buit. Quan se n'assabenta, Chris agafa el seu fusell i abat el seu agressor en l'aparcament del centre. Un altre procés l'exculpa, però.	

## Repartiment
- Margaux Hemingway: Chris McCormick
- Chris Sarandon: Gordon Stuart
- Mariel Hemingway: Kathy McCormick
- Perry King: Steve Edison
- John Bennett Perry: Martin McCormick
- Francesco Scavullo: Francesco
- Robin Gammel: Nathan Cartwright
- Anne Bancroft: Carla Bondi
- William Paul Burns: el jutge
- Meg Wyllie: Germana Monica

## Al voltant de la pel·lícula
- Es tracta de l'única pel·lícula on Margaux i Mariel Hemingway treballen juntes.
- Mariel Hemingway va ser nominada al Globus d'Or a la millor actriu debutant en aquesta pel·lícula.
- Francesco Scavullo és un dels grans dissenyadors americans dels anys 1980. El pintallavis  és l'única pel·lícula on ha actuat.
- El lloc on Kathy McCormick és violada és el Beverly Center, un gran centre comercial de l'oest de Los Angeles situat al 8500 de Beverly Boulevard, en construcció en el moment del rodatge.